# Lovlina Borgohain
Lovlina Borgohain (Golaghat, 2 de outubro de 1997) é uma boxeadora indiana, medalhista olímpica.

## Carreira
Borgohain conquistou a medalha de bronze nos Jogos Olímpicos de Verão de 2020 em Tóquio, após confronto na semifinal contra a turca Busenaz Sürmeneli na categoria peso meio-médio. Ela ganhou a medalha de ouro no Torneio de Boxe Internacional Open da Índia realizado em Nova Delhi.